# Christian VII của Đan Mạch
Christian VII (29 tháng 1 năm 1749 – 13 tháng 3 năm 1808) là quốc vương Nhà Oldenburg và là Vua của Đan Mạch–Na Uy và Công tước xứ Schleswig và Holstein từ năm 1766 đến khi ông qua đời. Khẩu hiệu mà ông chọn: "Gloria ex amore patriae" ("vinh quang nhờ tình yêu Tổ quốc").